# Aston Villa F.C.
Aston Villa Football Club ali preprosto Aston Villa je angleški nogometni klub iz mesta Birmingham. Ustanovljen je bil leta 1874 in je eden od ustanovnih klubov angleške lige leta 1888. Domače tekme igra na stadionu Villa Park. Barvi dresov Aston Ville pa sta svetlo modra in rdeča. Aston Villa je eden najstarejših in tudi najuspešnejših angleških nogometnih klubov. Največji uspeh tega kluba je osvojitev pokala prvakov v sezoni sezoni 1981/82. Je pa tudi četrti angleški klub po številu pokalov. Aktualno igra v Premier League, 1. angleški nogometni ligi.

## Rivalstvo
Največji mestni rival Aston Ville je Birmingham City ter kluba iz predmestij: West Bromwich Albion in Wolverhampton Wanderers.